# أونترأوفيتزير
```
أونترأوفيتزير
هي رتبة عسكرية في 
البوندسوير
 والقوات المسلحة السابقة الناطقة بالألمانية ( 
Heer
 و 
Luftwaffe
 ). تعادلها رتبة 
رقيب
 أو ستاف سيرجينت في القوات المسلحة الناطقة بالإنجليزية. كما تعتبر اسم لمجموعة رتب 
الضباط غير المفوضين أي ضباط الصف
.
```

## ألمانيا
في الجيش الألماني هي رتبة عسكرية محددة وكذلك مصطلح عام لأي ضابط صف، والذي كان موجودًا منذ القرن السابع عشر.
هي واحدة من الرتب العسكرية الألمانية القليلة التي بقيت شاراتها على حالها على مدار المائة عام الماضية. تصاميم لوحات كتفها الحديثة متشابهة نسبيا لما كانت عليها في الحرب العالمية الأولى والحرب العالمية الثانية.

## النمسا
| الزي الميداني |                        |                   |  |  |
| سترة gorget   |                        |                   |  |  |
| لون الفيلق    | الخدمة الطبية          | طيار              |  |  |
| غطاء مسطح     |                        |                   |  |  |
| رتبة          | Oberwachtmeister (OWm) | Wachtmeister (Wm) |  |  |
|               |                        |                   |  |  |
| معادل الناتو  | رقيب أول               | شاويش             |  |  |
| وصلة= مرتبة   | OR-6                   | OR-5              |  |  |

أنظر أيضا